# Roman Jakobson
Roman Osipovič Jakobson (rusko Рома́н О́сипович Якобсо́н), ruski jezikoslovec, literarni teoretik, profesor, strukturalist, * 11. oktober 1896, Moskva, Ruski imperij (sedaj Rusija), † 18. julij 1982, Cambridge, Massachusetts, ZDA.
Jakobson velja za enega najvplivnejših jezikoslovcev in mislecev 20. stoletja. Ukvarjal se je s strukturalno analizo jezika, ki je v prvi polovici dvajsetega stoletja veljala za prevladujoč trend na področju jezikoslovja. Bil je strukturalist, član Moskovskega in Praškega lingvističnega krožka ter en izmed ustanoviteljev Praške šole. Veliko je prispeval tudi k razvoju slovanskega jezikoslovja, predvsem s študijo o ruskih sklonih in analizo kategorij ruskih glagolov.

## Življenje in delo
Rodil se je v Rusiji, 11. oktobra 1896, v dokaj premožni družini. Sin industrialca Osipa Jakobsona in kemičarke Anne Volpert Jakobson se je že v zgodnjih letih navdušil nad jezikom. Študiral je na Lazarjevem inštitutu orientalskih jezikov, nato pa izobrazbo nadaljeval na Zgodovinsko-jezikoslovni fakulteti v Moskvi, kjer je magistriral leta 1918. V tistem času je v jezikoslovju veljalo prepričanje, da znanstven študij jezikov temelji zgolj na poznavanju zgodovine in razvoja besed skozi čas. Jakobson je pod vplivom začetnika strukturalizma, Ferdinanda de Saussurja, razvil pristop, ki je temeljil na služenju jezikovne strukture svoji prvotni funkciji - prenašanju informacij med govorci. 
Zaradi političnih konfliktov v Rusiji se je leta 1920 preselil v Prago, kjer je leta 1930 dokončal doktorski študij. V tem obdobju se je vživel v kulturno in akademsko življenje predvojne Češkoslovaške in se povezal z mnogimi tamkajšnjimi pesniki. S svojimi študijami o češkem verzu je navdušil češke akademike. Tri leta kasneje je postal profesor na Masarykovi univerzi v Brnu. Leta 1926 so Jakobson, Vilem Mathesius, Jan Mukařovský in Bohumil Trnka, v Pragi, ustanovili Praški lingvistični krožek ali Praško šolo. V naslednjih letih so razvili metode strukturalistične literarne analize in teorijo knjižnega jezika. Glede na Saussurjeve hipoteze je Jakobsonova strukturalno-funkcionalna teorija o fonologiji prva uspešna rešitev na ravni jezikovne analize.
Marca 1939 je pobegnil iz Prage na Dansko, nato na Norveško in na Švedsko. Zaradi strahu pred nemško okupacijo pa leta 1941 v New York, kjer je začel poučevati na univerzi. Spoznal je strukturalista Clauda Levi-Straussa in z njim sodeloval, poznanstva pa je navezal tudi z mnogimi ameriškimi jezikoslovci in antropologi.
Leta 1949 se je prestavil na Univerzo Harvard, kjer je ostal do svoje upokojitve leta 1967. Zadnje desetletje je deloval kot profesor emeritus na Tehnološkem inštitutu Massachusettsa (MIT).